# Laura a la ciutat dels sants

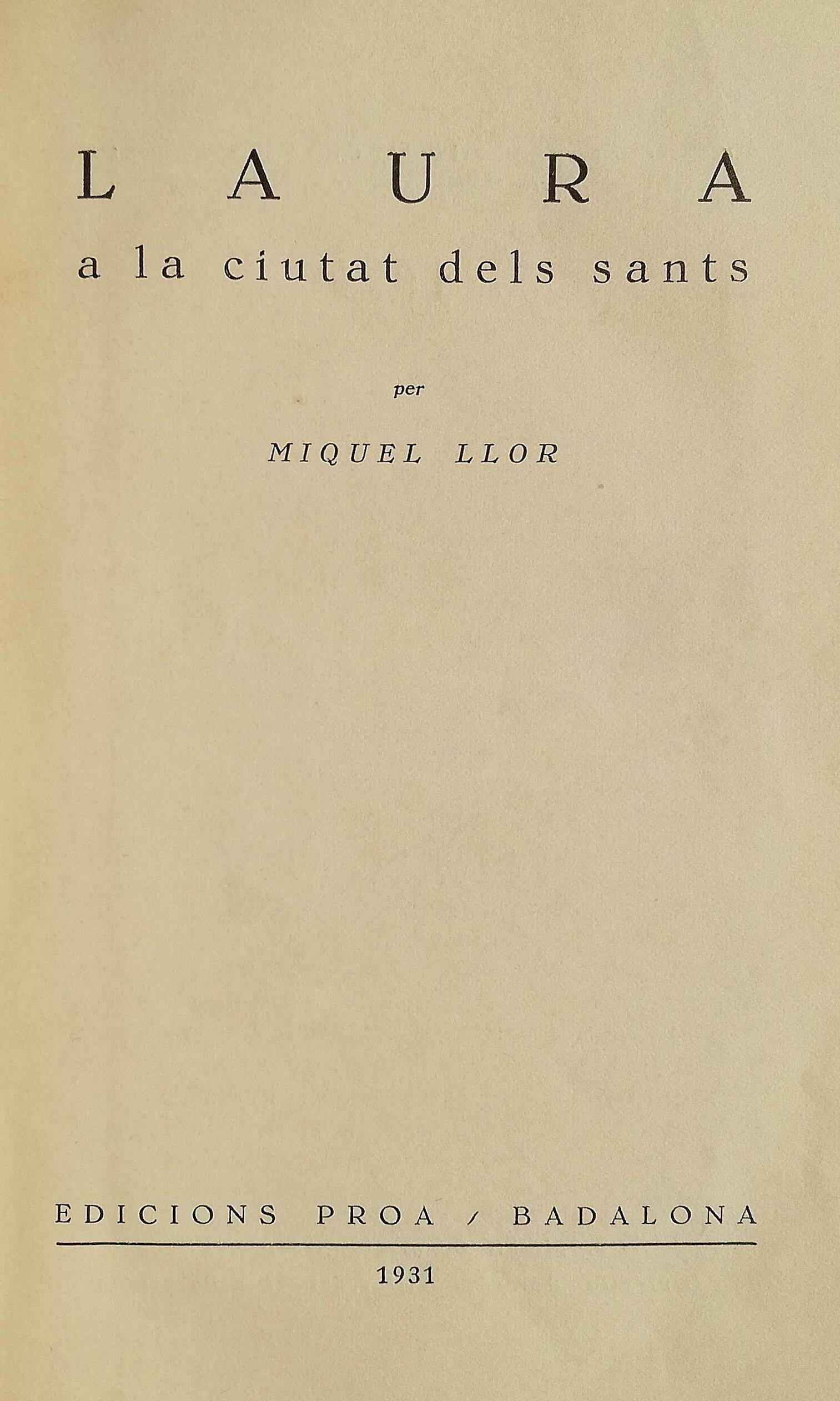
Primera edició de Laura a la Ciutat dels Sants publicada a Badalona l'any 1931

Laura a la ciutat dels sants és una novel·la publicada l'any 1931 per l'escriptor català Miquel Llor. L'obra està arrelada al realisme i al modernisme, però ja té trets de la novel·la dels anys trenta, més influïda per Freud i altres autors moderns. Ambientada a Vic, narra el viatge iniciàtic de Laura i el seu desenvolupament com a persona. La imatge negativa del món rural i catòlic va causar una forta polèmica que va fer que Llor compongués una segona part, El somriure dels sants (1947), en la qual es matisa aquest retrat pessimista.

## Argument
Laura, una barcelonina, coneix en una festa Tomàs Muntanyola, propietari rural de Comarquinal (ciutat inspirada en Vic), i al cap de tres mesos es casen i s'instal·len a la casa pairal d'en Tomàs, on la Laura comença a experimentar una forta opressió, a causa de la boira de la zona i del menyspreu de Teresa (germana de Tomàs). Tampoc es troba a gust amb en Tomàs, un home fred a qui només preocupen els afers econòmics i l'ostentació. Tot i que es proposa fer-lo canviar, al cap de poc temps veu que això no és possible i que ja no estima aquell home del qual creia estar enamorada. De fet, però, no s'havien estimat mai. L'únic sentiment que existia era, per part d'en Tomàs, el de tenir i poder lluir una de les dones més maques de tot Comarquinal i, per part de la Laura, el fet d'ésser alguna cosa per primer cop a la seva vida. La Laura comença a ser deixada de banda pel seu marit, i vista amb mals ulls pels habitants de Comarquinal, de la mateixa mentalitat que en Tomàs. Uns habitants que s'escandalitzen, per exemple, pel sol fet que la Laura dugui vestits que ensenyen mitja cama.
Laura sembla condemnada a aquest ambient que l'oprimeix fins que se li mor una filla. A partir d'aquí coneix Pere Gifreda, un advocat de 27 anys, de qui la Teresa havia estat sempre secretament enamorada i que, com la Laura, creu que a Comarquinal hi ha massa hipocresia. Aquesta creença compartida fa que la Laura no se senti tan sola, i per això s'acaba enamorant d'en Pere. Quan la Teresa descobreix l'afer entre Laura i Pere -adulteri que no arriba a ésser consumat, tot i que és desitjat-, ho esbomba pel poble, de manera que Laura és enviada a descansar a les Aulines, un indret totalment incomunicat, per tal d'evitar aquesta relació que podria tacar el bon nom de la família. El pretext de la Teresa és que la Laura s'ha de recuperar del seu suposat "mal": l'aïllament de la resta del poble. En realitat, però, actua moguda per la gelosia, ja que Teresa havia estat enamorada de Pere de petita i el fet és que encara ho està. En Tomàs, que no sap res de la relació entre la Laura i en Pere, accepta. A les Aulines, la Laura accentua el seu aïllament de tothom i no fa més que pensar en un Pere idealitzat, per qui segons ella val la pena patir tota aquella incomunicació i marginació.
Quan, al cap d'un temps, tornen a Comarquinal, els rumors sobre la Laura i en Pere esclaten i en Tomàs se n'acaba assabentant. Al mateix temps, la Laura, quan torna a veure en Pere, s'adona que mai ha estimat en Pere de debò, sinó que allò que existia entre ells era només un sentiment de companyia, de refugi, i que el Pere idealitzat de les Aulines era producte de la seva imaginació. Quan intenta trobar ajuda a casa de l'oncle Llibori, aquest prova de violar-la. Llavors, la Laura intenta tornar amb el seu marit, però no li ho permeten. En Pere intenta acollir-la, però ella el rebutja perquè al final veu en Pere el mateix que ha vist en l'oncle i en el seu marit, un desig salvatge de posseir-la. Acaba tornant a Barcelona, i més endavant, es refugia en un convent al sud de França amb l'esperança de trobar algun dia un lloc on poder meditar i estar tranquil·la, lluny de qualsevol rumor.

## Personatges
- Laura: és un personatge fet a si mateix, autodidacte, que no aconsegueix sobreposar-se als esdeveniments que l'envolten fins al final, quan se'n va. És una dona ingènua, delicada i maca. És un personatge insatisfet que no troba el seu lloc al poble del seu marit, tot i que intenta adaptar-s'hi. La impossibilitat d'adaptar-se a un ambient tan resclosit per raó del seu caràcter és el que li produeix angoixa i una insatisfacció tan gran.

- Tomàs: és un pagès ric, inculte i groller, però també covard. Es manté en la ignorància dels rumors sobre la dona i quan li arriben no gosa actuar fins al final.

- Teresa: és un personatge molt fosc i amb un gran conflicte intern. És la germana soltera d'en Tomàs, i quan ell es casa se sent desplaçada. Per fora es comporta segons els cànons establerts, però per dins és tot un món de repressió, insatisfacció i feblesa. Hi ha dos moments en què sembla que es pot apropar a la Laura: quan ella munta una tertúlia de dones a casa i quan ha de compartir el seu amor, Pere, mantingut en secret durant dècades. La gelosia i la por al pecat la tornen un ésser infeliç i aquesta llàstima fa que no es vegi com una antagonista plenament dolenta per part del lector.

- Pere: representa l'arquetip del jove seductor. La passió per la Laura té tres fases: en la primera, l'adora i es diu a ell mateix que només sent pietat per la noia, a la segona, es reconeix enamorat però no gosa anar més enllà i en la tercera, després d'uns mesos de llunyania, privilegia la part carnal.

- Llibori: oncle de la família, representa la burgesia de la ciutat. El seu hereu es casa amb una noia pobra i perd el respecte familiar i la seva filla mor al primer embaràs. Aparenta seriositat i escàndol per la conducta de la Laura però en el fons està posseït per la passió, per això intenta fer-se-la seva quan la noia ve a refugiar-se a casa seva al final de la novel·la.

- Beatriu: neboda recollida a casa del Llibori, és l'única persona que no ataca la Laura però no pot ser amiga seva de debò perquè és massa feble. Acaba aconseguint casar-se amb el seu estimat gràcies a les gestions de la Laura, qui inicia sempre els acostaments entre els dos joves.

- Mossèn Joan: un dels pocs personatges positius, preveu el perill de la relació entre Pere i Laura i creu en la innocència de la noia quan s'escampen els rumors. De manera que s'ofereix a fer d'intermediari perquè pugui tornar a casa seva (sense arribar a temps). Manté el contacte amb ella quan està reclosa al convent. Manté un museu malgrat el desdeny dels vilatans.

- Joanet: familiar que té una germana a qui tracta com una serventa i no deixa operar-se d'un tumor (l'excusa és que ella no vol que cap home li posi la mà a sobre, tot i ser metge), protagonitza escenes ridícules i empaita les prostitutes.

- Senyora de Torroella: És una de les dones de Comarquinal que més escampa els rumors sobre l'adulteri amb el pretext de tenir informació privilegiada, ja que és amiga de la família. Guarda rancúnia al Pere, a qui volia per marit d'una filla.

- Ventura: parenta del Llibori que també actua com a propagadora de les històries sobre la parella, els enxampa a una església (on s'han trobat per casualitat) i ho explica a tothom, precipitant el desenllaç

## Temes
Es tracta fonamentalment d'una història d'amor sense final feliç. La Laura busca la felicitat a partir de la parella. A la primera part del llibre, el seu marit l'ajuda a sortir de la pobresa i creu que el pot fer canviar. Posteriorment accepta que no podrà "fer-lo seu" i decideix bolcar-se en la seva filla i quan ella mor intenta encara una amistat amb la cunyada i Beatriu. A la segona part, desencantada de la família, busca de nou l'amor romàntic en la figura de Pere, però no pot unir-se amb ell perquè seria un pecat. També s'adona que ha idealitzat el Pere i que en el fons és un home que només la vol per la seva bellesa física. Aleshores intenta reconciliar-se amb el model d'amor convencional i familiar però és rebutjada i acaba en un convent, on té com a objectiu ensenyar a les joves perquè no caiguin al mateix parany, el de la passió.
L'amor de la Laura no rebutja la carnalitat, com a la lluna de mel, però acaba fastiguejada de la sexualitat, primer la del marit i després la dels altres homes que l'assetgen. Per això en quatre ocasions demana ajuda a Déu quan està a punt de patir un assalt sexual. És vista com un ésser pur pel Pere, que en la primera fase de la seva relació recorda a l'amor cortès o a la donna angelicata del dolce stil nuovo, tot i que aquest ideal es corromp per la recerca del sexe. El sexe reprimit acaba amargant la Teresa, que ha sacrificat la seva vida i espia els casats pel pany o recorda les escenes de contacte amb el Pere adolescent. Fins i tot arriba un moment que promet a la Laura que l'ajudarà a la recerca de més homes si abandona el Pere, en un moment d'humiliació i histerisme que provoca en gran part l'allunyament de la noia de la casa. Fins i tot el personatge més positiu de l'obra, Mossèn Joan, usa l'art com a evasió d'un amor frustrat.
El contrapunt de l'amor mai trobat és el tedi conjugal i també la venjança de la Teresa, que decideix enfonsar la Laura per ser-li un rival en la seva relació amb el Pere. L'escena on li roba fins i tot l'anell de casada, abans de fer-la fora de casa amb el seu germà, simbolitza el seu triomf, perquè mai es delata la seva passió reprimida davant l'opinió pública. Així, la Teresa es venja perquè conserva el títol de mestressa dels Muntanyola i l'estima veïnal, per sobre d'una dona més jove, bella i moderna. Aquesta venjança reeixida succeeix una de fracassada: el càstig a les Aulines, on tanca la Laura davant la indiferència de la barcelonina (ja que té el consol de la idealització del seu amor amb el Pere, que perd després i per això permet el triomf de la cunyada).
El tema de la malcasada és recurrent en la història de la literatura però predomina a partir del segle xviii, amb obres com El sí de las niñas de Moratín, i especialment al XIX, amb títols com Anna Karènina o Madame Bovary, que influencia fortament Llor. Laura, igual que Emma, té una visió idealitzada de l'amor conjugal, fruit en gran part de les seves lectures. Les dues s'ofeguen en un poble que no les omple i en el qual no encaixen i les dues poden escapar a través de l'adulteri, la primera en pensament i la segona amb diferents amants, relacions que les omplen de culpa i no les alliberen. La temptació del suïcidi a la riera recorda la decisió d'Emma de llevar-se la vida davant la impossibilitat d'assolir l'ideal.
El paper de la religió apareix ja en una altra obra de triangle amorós com és La Regenta, on també es contrasta la devoció autèntica amb l'aparent. Laura necessita la guia del confessor i de Mossèn Joan i se sent culpable de pecat pels seus pensaments adúlters, encara que mai no caigui en la relació que tots li suposen. Es refugia sovint a les esglésies i acaba en un convent on troba la pau, sense que la seva ànima renunciï mai del tot a una felicitat més mundana. Teresa, per contra, aparenta seguir els dictats del catolicisme amb un refugi en la castedat que amaga la seva frustració com a dona. La contraposició afecta també el clergat: es presenta un capellà que només vol gestionar els diners dels fidels i d'altres més propers a la comprensió cristiana.
La religió és un dels trets distintius de Comarquinal, "ciutat de sants" on l'aparença de recta moral és el més important per als seus habitants. Per a ulls forans el més destacable, però, és la quantitat de xafarderies i rumors que s'escampen davant la possibilitat que un membre de la seva burgesia no accepti el codi de conducta comú i per tant, qüestioni l'essència de la vila. Aquesta opinió pública divideix els personatges entre integrats i aïllats i precisament entre aquests és on troba la Laura una mínima resposta (la Beatriu, l'hereu destronat que li parla, Mossèn Joan, els capellans forans de Sant Felip Neri...)
La diferència de rol entre homes i dones propi de l'època apareix retratada a la novel·la. Els homes poden tenir llibertat de relacions sense ser jutjats mentre que elles són "perdudes" si s'aparten del marit. Un excés de vanitat lligat a la bellesa física es jutja un pecat greu en elles. La Teresa, malgrat ser un personatge fort, se sotmet voluntàriament als dictats del seu germà perquè és l'hereu de la família i critica la cunyada per voler llegir i no ocupar-se de les feines domèstiques. Quan neix una nena és una decepció i en Tomàs continua mantenint relacions amb la Laura malgrat no estimar-la només per tenir un hereu. La Laura és només una propietat bonica per al seu marit, que n'admira la bellesa i no la seva personalitat.
Barcelona representa per als habitants un cau de vici i pecat, a la Laura no li perdonen mai que vingui de la capital, ja que és doblement sospitosa: de fora de Comarquinal (estrangera, dels altres) i d'un indret on sembla haver-hi més relaxament moral, com afirmen tots els personatges de la vila. L'afegit de ser pobra l'acaba de condemnar a ulls generals. La vida rural, al marge de la modernitat, és exaltada pels seus veïns, que viuen segons la tradició. Només el Tomàs sembla obert a la innovació i per això tria parella a Barcelona i n'elogia el gust o la capacitat de crear tertúlies, però no pot imposar-se a l'entorn i acaba expulsant-la davant les sospites d'infidelitat. Comarquinal apareix aïllada per la boira i el paisatge de la resta del món: s'hi arriba en tren després d'un canvi de paisatge i de manera de viure, en una escena que recorda a Pilar Prim o a Solitud. L'oposició ciutat-poble és el revers del tòpic del beatus ille o les novel·les pastorals renaixentistes, ja que el camp no porta pau sinó amargor i mesquinesa.
La diferència de classes és un tema recurrent. La Ventura és només "mitja senyora", en contraposició a la senyora Torroella o la Teresa malgrat ser les tres dones amigues i similars. Es rebutja l'hereu dels Terra Negra per haver-se casat amb una dona inferior (de nou amb la hipocresia, ja que l'havia deixat embarassada) o a la Beatriu perquè el seu pare va perdre la fortuna familiar. El servei no apareix mai com a personatge actiu ni tan sols secundari i molts veïns recorden l'origen humil de la Laura, insinuant que s'ha casat només per quedar-se amb el patrimoni dels Muntanyola, començant per la mateixa Teresa. La insistència en els béns i luxes que fan els personatges, tot i viure un estil de vida auster amb el pretext de la religió, serveix per diferenciar l'estatus dels burgesos de la resta de Comarquinal. Les finques i el nom del Tomàs són de fet un dels motius que encisen la Laura al principi.
La novel·la es pot considerar una bildungsroman prototípica, on créixer implica perdre la innocència i adonar-se que els altres porten la infelicitat i que l'ideal dels llibres (com a Don Quixot de La Manxa) és impossible al món real, adult, i només roman als somnis infantils. La Laura abandona les seves ànsies de reformar el marit, d'integrar-se, de ser mare, de tenir amigues i després de gaudir de l'amor, fins a recloure's del món hostil en un convent, des d'on escriu cartes plenes de melangia: s'adona que no pot tornar enrere i que la vida és més complicada i immobilista del que ella pensava. L'oposició individu-societat, d'arrel al romanticisme, constitueix un dels eixos d'aquestes narracions de formació, en un transsumpte literari de l'adolescència, on es forma la personalitat contra i enmig dels altres.

## Estil
La novel·la està dividida en dues parts sense capítols i amb seqüències sense numerar. La primera part suposa el primer fracàs de la Laura: la fi de la possible vida feliç en família amb la mort de la filla i el rebuig de la cunyada. La segona narra el triangle amorós que acaba amb la fugida de la noia en un convent. Les dues parts segueixen el cicle de les estacions de l'any. La trama transcorre de manera lineal, amb records breus de la joventut dels personatges (les escenes adolescents del Pere i la Teresa, familiars ja desapareguts).
L'autor fa servir un narrador omniscient per explicar la història, que mai no adopta un punt de vista objectiu perquè intenta justificar les accions dels personatges però sempre afavorint a la Laura, que és presentada com a víctima malgrat el comentari final de Mossèn Joan que la titlla d'il·lusa. Intercala monòlegs interiors, descripcions simbòliques (per exemple, té molta importància la boira que aïlla Comarquinal de la resta del món però també pot actuar com a protecció) i abundants converses que reprodueixen l'hàbit dels vilatans de criticar i jutjar el proïsme. Els ulls que sempre estan fixos en la protagonista serveixen sovint de transició des del focus en la Laura al d'altres personatges, per reproduir què pensen del que està passant. La ironia subtil enmig del pessimisme trenca la llunyania pròpia d'una narrador en tercera persona.
Predomina l'ús del present alternat amb el passat habitual en la narrativa. L'estil general barreja trets del segle xix amb les aportacions del segle xx. Per exemple, l'estructura i els personatges reprodueixen l'esquema de les novel·les del realisme però apareix l'inconscient i una tensió entre modernitat i tradició pròpies del fi de segle i inicis del segle xx. La introspecció sobre la psicologia dels personatges barreja les descripcions clàssiques, com les de Fiódor Dostoievski, amb troballes de la psicoanàlisi. Els personatges mig bufons, com el Joanet, són també típicament moderns, igual que el to pessimista, diferent a l'apoteosi o al final tràgic del segle precedent. Un cert determinisme naturalista es detecta en el fet que s'explica part del caràcter de la Laura per l'educació del pare, un bohemi.
Hi ha al·lusions a la tradició, com les novel·les d'adulteris del segle xix o la llegenda de Tristany i Isolda que els dos joves evoquen com a referent de la seva relació, la música de Bach o l'art que col·lecciona Mossèn Joan i que només la Laura aprecia, com a prova de la seva sensibilitat, que contrasta amb la rudesa del món rural. L'ús del topònim simbòlic però fàcilment recognoscible (Comarquinal perquè és una evidència de com es viu a "comarques", és a dir, al camp) és hereu de la tradició vuit-centista: Vilaniu per Valls a Narcís Oller o Vetusta per Oviedo a Clarín. S'aprecien ressons de Marcel Proust en els records que evadeixen la Laura, l'anomenada memòria involuntària desfermada per un objecte. I, evidentment, el nom de Laura retorna a Petrarca, ja que també aquesta Laura té un posat angèlic, allunyat del primitivisme físic de la comarca.
Els colors tenen un paper important. La Laura va de clar o de colors llampants (com al concert on es vol netejar el bon nom de la família), mentre que les dones de Comarquinal vesteixen de negre com si estiguessin sempre de dol. Igualment ella busca posar flors fins i tot a les Aulines, un erm, mentre que la Teresa prefereix els mobles antics i foscos. La boira desdibuixa els tons i els perfils i arriba a ofegar la Laura, que recorda el blau del mar de Barcelona. El seu color gris és l'adequat per a les vides monòtones dels vilatans, que condemnen la música, la lectura o el plaer. El brill de l'anell de casada d'ella és un símbol de la seva bellesa i poder (és la dona del Muntanyola), d'aquí que ella el porti sempre fins i tot en els moments de màxima depressió i l'interès de la Teresa per agafar-lo al final. El Llibori, màxim representant de la contrada, s'anomena precisament Terra Negra. Tant l'arribada com la sortida de Comarquinal es produeixen a la tardor, on ja l'estiu ha perdut el color.
El nombre dos ocupa un rol primordial, ja que estructura els diferents antagonismes que fan avançar la novel·la: dues parts, dos homes que intenta estimar la Laura, l'oposició entre les dues dones, els dos models de vida, el contrapunt ciutat-poble, la doble moral, les dues vingudes del Pere de l'estranger, els dos escenaris de Comarquinal i les Aulines, els dos petons de la parella furtiva, les dues presentacions públiques de la noia (en arribar i al concert), els dos capellans bons, els dos anys en què succeeix tot o les dues anades a la riera que acceleren l'acció.

## Adaptacions
Laura a la ciutat dels sants va arribar al cinema l'any 1986, sota la direcció de Gonzalo Herralde Grau. També es va projectar en castellà, amb el títol de Laura, del cielo llega la noche. El director adapta la novel·la de Llor i converteix Laura i la seva història d'amor, de passió i de mort, en elements metafòrics, en forces alliberadores que lluiten contra el conservadorisme de la Catalunya rural del començament del segle xx. D'aquesta manera, Herralde lliga les relacions sentimentals de Laura i la seva decadència personal amb la història del país, mitjançant l'estructura d'un melodrama clàssic.
La novel·la també va ser adaptada a la ràdio per Catalunya Ràdio.

## Ruta literària
El gener de 2014 es va presentar una ruta literària a la ciutat de Vic en col·laboració amb la Universitat de Vic.